# 田馥甄音樂作品列表
本條目列舉臺灣女歌手田馥甄的音樂作品，本專頁包含各種專輯、原聲帶、單曲、合唱歌曲，以及歌曲的創作和製作。

## 錄音室專輯
| 專輯名稱 | 發行日期       | 製作公司 | 唱片公司 | 附註                                                                                             |
| To Hebe  | 2010年9月3日   | 華研音樂 | 華研音樂 | 首張個人專輯，專輯發行前，第一支MV《Love!》在2010年8月12日就已公開發表於網路。                   |
| My Love  | 2011年9月2日   | 華研音樂 | 華研音樂 | 專輯發行前，已於8月9日舉辦搶聽會。專輯內收錄一首給予S.H.E受傷團員Selina的歌曲《妳》。            |
| 渺小     | 2013年11月29日 | 華研音樂 | 華研音樂 | 唱片公司耗資800萬臺幣，遠赴冰島拍攝MV。                                                          |
| 日常     | 2016年7月13日  | 華研音樂 | 華研音樂 | 主視覺遠赴斯洛伐克拍攝。                                                                         |
| 無人知曉 | 2020年9月25日  | 樂來樂好 | 何樂音樂 | 主視覺與荷蘭女性攝影師Astrid Verhoef合作，遠赴美國西南部、地跨三州『無人之境』沙漠景觀取景拍攝。 |

## 影音館
| 專輯名稱                    | 發行日期      | 發行版本 | 附註                                                                     |
| Love! To Hebe影音館         | 2010年12月3日 | DVD      | 收錄2010年10月8─10日於華山文創園區Leagacy Taipei的演唱實況及專輯中6支MV  |
| To My Love影音館            | 2012年1月20日 | DVD      | 收錄2011年12月3─4日於臺大體育館的演唱實況及專輯中6支MV                   |
| 渺小 紀錄影音               | 2014年4月18日 | DVD      | 收錄《渺小》專輯8首歌MV、渺小影音裝置展展覽精華選輯及展出花絮影片        |
| If Only如果田馥甄巡迴演唱會 | 2016年12月9日 | DVD/BD   | 收錄 如果概念廣告、If Only如果田馥甄巡迴演唱會完整曲目共29首             |
| If+如果田馥甄巡迴演唱會Plus | 2017年12月8日 | DVD/BD   | 收錄 如果plus短片影像、愛的甄言、If+如果田馥甄巡迴演唱會Plus34首完整曲目 |

## 演唱會專輯
| 專輯名稱                    | 發行日期       | 發行版本 | 附註                                                                                          |
| To Hebe Live音樂會          | 2010年12月3日  | 數位發行 | 收錄2010年10月於華山文創園區Leagacy Taipei的演唱實況                                          |
| To My Love 音樂會           | 2012年1月20日  | 數位發行 | 收錄2011年12月於臺大體育館的演唱實況                                                          |
| If Only如果田馥甄巡迴演唱會 | 2016年12月11日 | 數位發行 | 收錄IF only如果田馥甄巡迴演唱會完整曲目共29首                                                 |
| 演唱會的日常                | 2017年11月3日  | 數位發行 | 專輯《日常》十首歌曲的演唱會現場版本，音頻選錄自當時尚未發行的《IF+如果田馥甄巡迴演唱會Plus》 |

## 單曲
| 類型         | 曲名                        | 發行日期       | 備註                                                                                     |
| 電影單曲     | 愛的預告                    | 2012年2月10日  | 「愛 Love」電影宣傳曲                                                                    |
| 廣告單曲     | 熱情                        | 2014年8月13日  | 贈品，「護舒寶」廣告曲                                                                   |
| 翻唱單曲     | 十萬嬉皮                    | 2015年3月31日  | 數位發行，先於《如果巡迴演唱會》中演唱之歌曲 (原唱:萬能青年旅店)                         |
| 電影單曲     | 小幸運                      | 2015年7月10日  | 數位發行，電影「我的少女時代」主題曲，之後收錄於《我的少女時代電影原聲帶》               |
| 電影單曲     | 姐                          | 2015年9月14日  | 數位發行，電影「追婚日記」宣傳曲,之後收錄於《追婚日記電影原聲帶》                        |
| 電視劇單曲   | 看淡                        | 2015年12月22日 | 數位發行，電視劇「一把青」片頭曲，之後收錄於《一把青電視原聲帶》                         |
| 翻唱單曲     | 黑色柳丁                    | 2016年12月14日 | 數位發行，音樂節目「夢想的聲音」現場演唱單曲 (原唱:陶喆)                                 |
| 翻唱單曲     | 凡人歌+火                   | 2016年12月14日 | 數位發行，音樂節目「夢想的聲音」現場演唱單曲 (原唱:李宗盛、張惠妹)                       |
| 翻唱單曲     | 癢                          | 2016年12月14日 | 數位發行，音樂節目「夢想的聲音」現場演唱單曲 (原唱:黃齡)                                 |
| 翻唱單曲     | Play我呸                    | 2016年12月29日 | 數位發行，音樂節目「夢想的聲音」現場演唱單曲 (原唱:蔡依林)                               |
| 翻唱單曲     | 演員                        | 2016年12月29日 | 數位發行，音樂節目「夢想的聲音」現場演唱單曲 (原唱:薛之謙)                               |
| 翻唱單曲     | 无与伦比的美丽+阿飞的小蝴蝶 | 2017年1月17日  | 數位發行，音樂節目「夢想的聲音」現場演唱單曲 (原唱:蘇打綠、蕭敬騰)                       |
| 翻唱單曲     | 當你                        | 2017年1月17日  | 數位發行，音樂節目「夢想的聲音 巔峰歌會」現場演唱單曲 (原唱:王心凌)                      |
| 電影單曲     | 美女與野獸                  | 2017年2月16日  | 數位發行，電影《美女與野獸》中文主題曲，與井柏然合唱，之後收錄於《美女與野獸電影原聲帶》 |
| 翻唱單曲     | 追夢人                      | 2017年2月22日  | 數位發行，音樂節目「夢想的聲音 巔峰歌會」現場演唱單曲 (原唱:鳳飛飛)                      |
| 電影單曲     | 愛了很久的朋友              | 2018年3月28日  | 數位發行，電影《後來的我們》插曲                                                         |
| 電視劇單曲   | 最暖的憂傷                  | 2018年4月19日  | 數位發行，电视剧《温暖的弦》插曲                                                         |
| 現場錄音單曲 | 自己的房間                  | 2018年8月20日  | 數位發行，現場實況錄音系列「Live in Life」第一首                                         |
| 電影單曲     | 墨綠的夜                    | 2018年12月28日 | 數位發行，電影《地球最後的夜晚》推廣曲，亦是創辦《樂來樂好有限公司》第一個音樂作品。     |
| 電影單曲     | 不晚                        | 2019年8月26日  | 數位發行，電影《深夜食堂2019》主題曲                                                     |
| 電視劇單曲   | 皆可                        | 2020年6月11日  | 數位發行，電視劇《慶餘年2020》主題曲                                                     |
| 電影單曲     | 先知                        | 2020年7月28日  | 數位發行，電影《怪胎i WEiRDO》主題曲                                                     |
| 現場錄音單曲 | 現在是什麼時辰了            | 2022年2月25日  | 數位發行，現場實況錄音系列「Live in Life」第二首                                         |
| 電影單曲     | 一周的朋友                  | 2022年6月13日  | 數位發行，電影《一周的朋友2022》同名主題曲，MV於6月10日抢先上線                          |
| 單曲         | 乘著無人光影的遠行          | 2023年8月18日  | 數位發行，於《一一巡迴演唱會》最終場首唱，音源於8月18日上線                              |
| 單曲         | 一二三                      | 2025年4月18日  | 數位發行，《田調》「Live in Life」野地小巡演暖身作品                                     |

## 原聲帶合輯
| 專輯名稱                   | 發行日期       | 演唱歌曲                             | 附註                                                                 |
| 《真命天女》電視原聲帶     | 2005年9月28日  | 《摩天輪》                           | 電視劇《真命天女》插曲，由Selina、Ella參與合聲                       |
| 《東方茱麗葉》電視原聲帶   | 2006年6月16日  | 《只對你有感覺》                     | 與飛輪海合唱，電視劇《東方茱麗葉》插曲，之後收錄於《飛輪海同名專輯》 |
| 《鬥牛，要不要》電視原聲帶 | 2007年12月7日  | 《來不及》                           | 由Hebe填詞，電視劇《鬥牛，要不要》插曲                               |
| 《Love》電影原聲帶         | 2012年2月10日  | 《愛的預告》、《Love!》、《My Love》 | 《愛的預告》為電影《Love》宣傳曲；《Love!》為電影《Love》主題曲      |
| 《我愛幸運七》電視原聲帶   | 2013年9月1日   | 《寂寞寂寞就好》                     |                                                                      |
| 《愛上兩個我》電視原聲帶   | 2014年         | 《口袋的溫度》                       |                                                                      |
| 《我的少女時代電影原聲帶》 | 2015年10月21日 | 《小幸運》                           | 電影《我的少女時代》主題曲                                           |
| 《必娶女人》電視原聲帶     | 2015年11月20日 | 《我想我不會愛你》、《寂寞寂寞就好》 |                                                                      |
| 《追婚日記》電影原聲帶     | 2015年12月4日  | 《姐》                               | 電影《追婚日記》宣傳曲                                               |
| 《一把青》電視原聲帶       | 2016年2月8日   | 《看淡》                             | 電視劇《一把青》片頭曲                                               |
| 《飛魚高校生》電視原聲帶   | 2016年7月7日   | 《餘波盪漾》                         |                                                                      |
| 《美女與野獸》電影原聲帶   | 2017年3月10日  | 《美女與野獸》                       | 與井柏然合唱，電影《美女與野獸》中文主題曲                           |
| 《溫暖的弦》電視原聲帶     | 2018年4月29日  | 《最暖的憂傷》                       | 電視劇《溫暖的弦》電視主題曲                                         |

## 個人創作、製作
| 發行日期     | 專輯名稱                         | 曲目（演唱者）                   | 創作部分   | 附註 |
| 2002年       | 美麗新世界                       | 你快樂我隨意（S.H.E）            | Rap詞      | 首度創作 |
| 2005年       | 不想長大                         | 神槍手（S.H.E）                  | 擔任製作人 | 與Selina、Ella共同擔任製作人 編曲是Sample「荒野大鏢客」的主題音樂                                                                                              |
| 2007年       | Play                             | 說你愛我（S.H.E）                | 填詞       | |
| 2007年       | 鬥牛，要不要電視原聲帶           | 來不及（Hebe）                   | 填詞       | 電視劇《鬥牛，要不要》插曲 |
| 2009年       |                                  | 917在一起（S.H.E）               | 填詞       | 1.Pop Radio台歌，此曲共有25個版本 2.此歌曲獲第45屆廣播金鐘獎電臺臺呼獎                                                                                         |
| 2009年       |                                  | 愛到失眠（Ella）                 | 填詞       | 動力火車的歌曲〈愛到瘋癲〉原Demo，於《移動城堡世界巡迴演唱會》澳門站發表，曲同動力火車〈愛到瘋癲〉Ella所作的曲，詞則是〈愛到瘋癲〉Hebe的詞和Ella自己作的詞結合 |
| 2009年       | 繼續轉動                         | 愛到瘋癲（動力火車）             | 填詞       | 曲同〈愛到瘋癲〉原Demo〈愛到失眠〉 |
| 2009年       |                                  | 愛到失眠（S.H.E）                | 填詞       | 動力火車的歌曲〈愛到瘋癲〉原Demo，於《愛而為一世界巡演》發表，曲同動力火車〈愛到瘋癲〉Ella所作的曲，詞則是〈愛到瘋癲〉Hebe的詞和Ella自己作的詞結合             |
| 2010年       | Shero                            | Shero（S.H.E）                   | 合聲編寫   | 與Selina、Ella及八三夭阿璞共同編寫 |
| 2011年9月2日 | My Love                          | 要說什麼（田馥甄）               | 填詞       | |
| 2012年       | 花又開好了                       | 不說再見（S.H.E）                | 作曲、填詞 | 與Selina、Ella共同作曲及填詞 |
| 2014年       |                                  | 917在一起(女神愛電音版)（S.H.E） | 填詞       | 配合Pop Radio推出台呼「限時免費」下載 |
| 2018年       | 「Live in Life」現場實況錄音系列 | 自己的房間                       | 填詞       | |

## 與其他歌手合唱
| 发行年份 | 合作對象                                                                      | 歌曲名稱              | 收錄的專輯 |
| 2006年   | 飛輪海                                                                        | 只對你有感覺          | 《東方茱麗葉》電視原聲帶、飛輪海《飛輪海同名專輯》 |
| 2008年   | 陳珊妮                                                                        | 離別曲                | 陳珊妮專輯《如果有一件事是重要的》 |
| 2008年   | Ella                                                                          | 公主Selina            | Ella為在演唱會中受傷的Selina所創作的作品，是送給Selina的生日歌，Ella及Hebe曾在演唱會公開為Selina獻唱，demo版之後收錄於Ella《我就是...》專輯預購贈禮創作CD |
| 2010年   | 林宥嘉                                                                        | 給小孩                | 田馥甄專輯《To Hebe》 |
| 2017年   | 井柏然                                                                        | 美女與野獸            | 電影《美女與野獸》中文主題曲 |
| 2019年   | 阿信                                                                          | 爱情的模样(Life Live) | 五月天專輯《人生无限公司 Life Live 好友加班篇》 |
| 2021年   | 吳青峰/李泉/林俊傑/韋禮安/孫盛希/蛋堡(Soft Lipa)/萬芳/瘦子 E.SO/譚維維/蘇慧倫 | 2021 手牽手           | 改編曲；第32届金曲奖最佳华语男歌手和最佳华语女歌手入围者共同演唱抗疫曲                                                                                    |